# Conseil exécutif fédéral
Pour les articles homonymes, voir Exécutif.

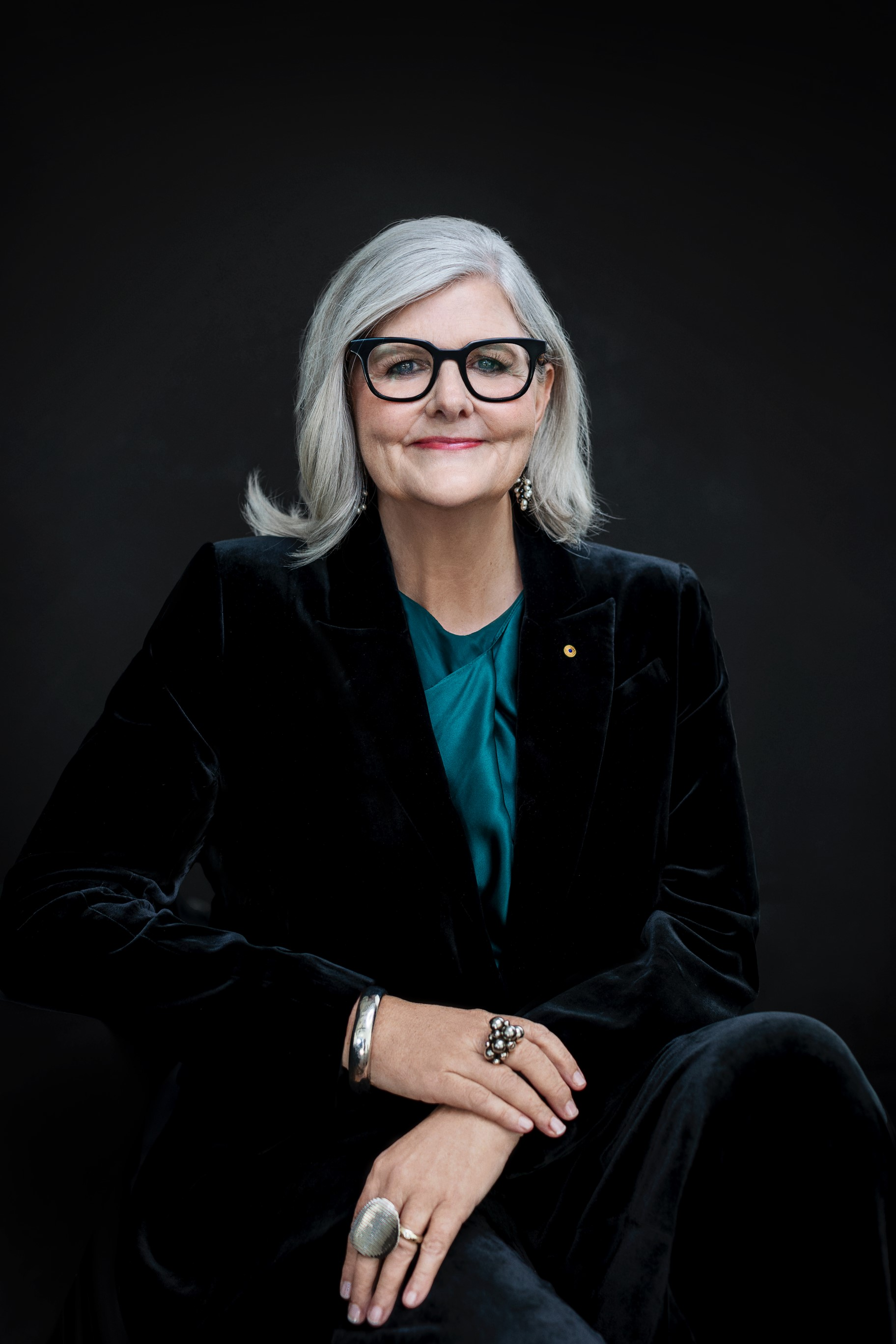
Sam Mostyn, actuel gouverneur général d'Australie et ex officio présidente du Conseil exécutif fédéral.

Le Conseil exécutif fédéral (en anglais : Federal Executive Council) est l'organe formellement investi du pouvoir exécutif par l'article 62 de la Constitution du Commonwealth d'Australie. Il est présidé par le gouverneur général et censé « conseiller » celui-ci dans l'exercice de ses pouvoirs.
Il est l'équivalent du Conseil privé au Royaume-Uni et au Canada, ainsi que du Conseil exécutif en Nouvelle-Zélande. Chaque État australien dispose également d'un conseil exécutif, présidé par le gouverneur.

## Composition
L'article 64 de la Constitution fédérale dispose que tous les ministres et leurs secrétaires parlementaires deviennent membres du Conseil exécutif fédéral.
Le gouverneur général a le pouvoir de renvoyer un membre du Conseil, mais n'en fait en pratique pas usage, bien que ce puisse être le cas si un ancien ministre était par exemple condamné pour un crime grave. En pratique, les membres du Conseil le restent à vie, bien que seuls des ministres en fonction soient invités aux séances.
Les membres du Conseil peuvent être désignés par le préfixe « L'honorable ». Le poste de vice-président du Conseil exécutif, une sinécure, est généralement donné à un membre du cabinet. Dans le gouvernement Albanese, cette fonction revient à Katy Gallagher.

## Organisation
Le Conseil peut se réunir hors de la présence du gouverneur général, mais la réunion n'est valide que si le gouverneur général en est prévenue.
En pratique, un petit nombre de personnes assiste aux réunions. Le quorum consiste en le gouverneur général et deux ministres ou secrétaires parlementaires en fonction ; en l'absence du gouverneur général, en le vice-président et deux ministres ou secrétaires parlementaires en fonction ; en l'absence du gouverneur général et du vice-président, en trois ministres en fonction, la séance étant présidée par le plus important.

## Pouvoirs
La plupart des pouvoirs dont est investi le gouverneur général, par exemple les nominations ou l'autorisation du budget, ne peuvent être exercés que par « le gouverneur général en Conseil » (the Governor-General in Council), c'est-à-dire après consultation du Conseil exécutif fédéral. Le Conseil ratifie formellement les décisions prises par le Premier ministre et le cabinet, de la même manière que le gouverneur général donne la sanction royale aux lois votées par le Parlement.